# Andrei Wladimirowitsch Bunin
Andrei Wladimirowitsch Bunin (russisch Андрей Владимирович Бунин; * 15. Märzjul. / 28. März 1905greg. in Woronesch; † 1977 in Moskau) war ein russischer Architekt, Städtebauer, Architekturhistoriker und Hochschullehrer.

## Leben
Bunin lebte ab 1915 in Nowy Oskol. Wie sein Onkel Narkis Nikolajewitsch Bunin war er künstlerisch begabt und begeisterte sich schon früh für die Malerei. Als Zwölfjähriger beteiligte er sich an der Ujesd-Kunstausstellung, worauf das Ujesd-Exekutivkomitee beschloss, ihm bei der weiteren künstlerischen Ausbildung zu helfen. Nach dem Tod des Vaters 1921 arbeitete Bunin als Kopist. Auf Antrag der Gouvernement-Kursk-Abteilung des Volkskommissariats für Bildung der RSFSR genehmigte Anatoli Wassiljewitsch Lunatscharski Bunins kostenlose Ausbildung in Moskau. 1925 begann Bunin das Studium an der Architektur-Fakultät der Moskauer Höheren Künstlerisch-Technischen Werkstätten, das er 1929 bei Nikolai Alexandrowitsch Ladowski abschloss. Seit 1929 war Bunin Mitglied der ASNOWA.
Ab 1929 arbeitete Bunin in der Raumordnungsabteilung des Moskauer Kommunalwirtschaftsbetriebs. Er war Mitglied des Rats für den Bau des Palasts der Sowjets beim Präsidium des Zentralen Exekutivkomitees der UdSSR. Ab 1935 arbeitete er im Kabinett für Geschichte und Theorie der Architektur der Akademie für Architektur. 1941 wurde er zum Korrespondierenden Mitglied der Akademie der Architektur gewählt. 1942 wurde er Professor am Moskauer Architektur-Institut (MArchI), wo er russischen und ausländischen Städtebau und Kunstgeschichte lehrte. 1958 wurde er zum Doktor der Kunstwissenschaft promoviert.
Bunin leitete das Präsidium des Dserschinski-Rats der Allrussischen Gesellschaft für den Schutz der Geschichts- und Kulturdenkmale in Moskau, und er war Mitglied des UNESCO-Komitees für den Schutz der Weltgeschichts- und -kulturdenkmale.
Bunin wurde auf dem Wagankowoer Friedhof begraben.

## Ehrungen, Preise
- Verdienter Wissenschaftler der RSFSR
- Staatspreis der UdSSR (1976 zusammen mit Tatjana Fjodorowna Sawarenskaja) für das Buch über die Geschichte der Städtebaukunst.[4]